# Blauwestad
Die sogenannte Blauwestad (deutsch Blaue Stadt; auch De Blauwe Stad oder Blauwe stad genannt) ist ein neues Wohngebiet in der niederländischen Region Ost-Groningen, etwa zwischen den Orten Winschoten, Midwolda, Oostwold, Finsterwolde und Scheemda. Der Ort gehört zur Gemeinde Oldambt und ist Teil des Blauwestad-Projektes, das in erster Linie der Wirtschaft in der Region, die als Teil von Ost-Groningen gilt, einen wirtschaftlichen Impuls geben soll.
Das Gebiet besteht aus ca. 1500 Häusern mit Flächen von 700 bis 7400 m² verteilt auf fünf separate Wohnbereiche: „De Wei“, „Het Riet“, „Het Park“, „Het Dorp“ und „Het Wold“. Die Häuser gehören meist den teureren Preisklassen an. Ein Haus in „Het Dorp“ kostet in den niedrigeren Preisklassen rund 250.000 Euro und in den höheren Preisklassen, in denen man ein Haus mit vielen Extras, wie z. B. einem eigenen Bootstellplatz direkt am Haus, bekommt, rund eine Million Euro. Das Projekt wird voraussichtlich im Jahr 2016 vollendet sein. Das Wohngebiet befindet sich auf einem ehemaligen See, „Oldambtmeer“, der ein Grundbaustein des Projektes „Blauwestad“ war. 
Am 12. Mai 2005 eröffnete Königin Beatrix die Wasserzufuhr. Im Frühjahr 2007 wurden die ersten Häuser um den künstlichen See fertiggestellt und von den Bewohnern bezogen. Das Projekt hat auch einige Gegner. Vor allem die lokale kommunistische Partei („Vereinigte Kommunistische Partei“, VCP) hat viele Versuche unternommen, um das Projekt zu blockieren.
Nördlich Blauwestad liegt der Flughafen von Oostwold (Oostwold Airport).